# Francis Xavier Vira Arpondratana
Francis Xavier Vira Arpondratana (in thai: ฟรังซิสเซเวียร์ วีระ อาภรณ์รัตน์; in SGRT: Wira A-phonrat; Sam Saem, 3 ottobre 1955) è un arcivescovo cattolico thailandese, dall'11 gennaio 2025 arcivescovo metropolita di Bangkok.

## Genealogia episcopale
La genealogia episcopale è:
- Cardinale Scipione Rebiba
- Cardinale Giulio Antonio Santori
- Cardinale Girolamo Bernerio, O.P.
- Arcivescovo Galeazzo Sanvitale
- Cardinale Ludovico Ludovisi
- Cardinale Luigi Caetani
- Cardinale Ulderico Carpegna
- Cardinale Paluzzo Paluzzi Altieri degli Albertoni
- Papa Benedetto XIII
- Papa Benedetto XIV
- Papa Clemente XIII
- Cardinale Marcantonio Colonna
- Cardinale Giacinto Sigismondo Gerdil, B.
- Cardinale Giulio Maria della Somaglia
- Cardinale Carlo Odescalchi, S.I.
- Cardinale Costantino Patrizi Naro
- Cardinale Lucido Maria Parocchi
- Papa Pio X
- Papa Benedetto XV
- Papa Pio XII
- Cardinale Eugène Tisserant
- Papa Paolo VI
- Arcivescovo Joseph Khiamsun Nittayo
- Cardinale Michael Michai Kitbunchu
- Arcivescovo Francis Xavier Vira Arpondratana